# Alangānallūr
Alangānallūr är en ort i Indien.   Den ligger i distriktet Madurai och delstaten Tamil Nadu, i den södra delen av landet, 2 100 km söder om huvudstaden New Delhi. Alangānallūr ligger 185 meter över havet och antalet invånare är 11 400.
Terrängen runt Alangānallūr är huvudsakligen platt, men åt nordväst är den kuperad. Runt Alangānallūr är det mycket tätbefolkat, med 2 811 invånare per kvadratkilometer. Närmaste större samhälle är Madurai, 14,7 km söder om Alangānallūr. Runt Alangānallūr är det i huvudsak tätbebyggt.